# Václav Špaček (spisovatel)
Václav Špaček (v matrice zapsán jako Wacslaw Špaček) (20. srpna 1856, Třebovle – 1. května 1939, Praha) byl český kantor, prozaik a redaktor katolického tisku.

## Život
Narodil se do rodiny čeledína Václava Špačka a Anny, dcery zedníka a domkáře Jana Palouše. V matrice byl zapsán tehdejším pravopisem jako Wacslaw.
Mládí prožil v Jenštejně a navštěvoval hlavní školu piaristů v Brandýse n. Labem, odkud přešel na piaristické gymnázium do Prahy. Po čtyřech letech gymnázium z finančních důvodů opustil.
Učil se sazečem v pražské knihtiskárně Militký a Novák. Později vystudoval učitelský ústav v Praze. Od r. 1878 učitel v Zásadě u Železného Brodu, v Tuhani u Semil, rok v Mukařově. V r. 1882 jmenován prozatímním řídícím učitelem v Mnichově Hradišti.
Od r. 1889 vedl školu v Košátkách u Mladé Boleslavi. V r. 1908 odešel do důchodu a žil v Březových Horách, později v Praze. - Zakladatel listu Křesťanská škola, zakladatel, vydavatel a redaktor časopisu Rajská zahrádka, ve 30. letech listu Dětská zahrádka. Redigoval mravoučnou edici pro dospělé Nová knihovna pro český lid, knižnici Besedy mládeže a Lacinou obrazovou knihovnu mládeže. Iniciátor Jednoty katolického učitelstva v Království českém, několikrát kandidoval do zemského i říšského sněmu. - Autor výchovně-poučných povídek a románů pro mládež, např. Dětská léta (1873), Čechové ve Svaté zemi aneb Založení kláštera na Zderaze (1874), U rodného krbu (1903), Bratři (1906), Ztracený bratr (1910) aj.

## Dílo
- Knihy ďáblovy (1882)
- Ze zlaté doby života (1885)
- Proti hordám tatarským (1891)
- Mezi bratry (1916)
- Sňatek na úmrtním loži (1920)
- Baron Šerma (1929)
- Mladý a starý ženich (1929)
- Rajská zahrada (1929)

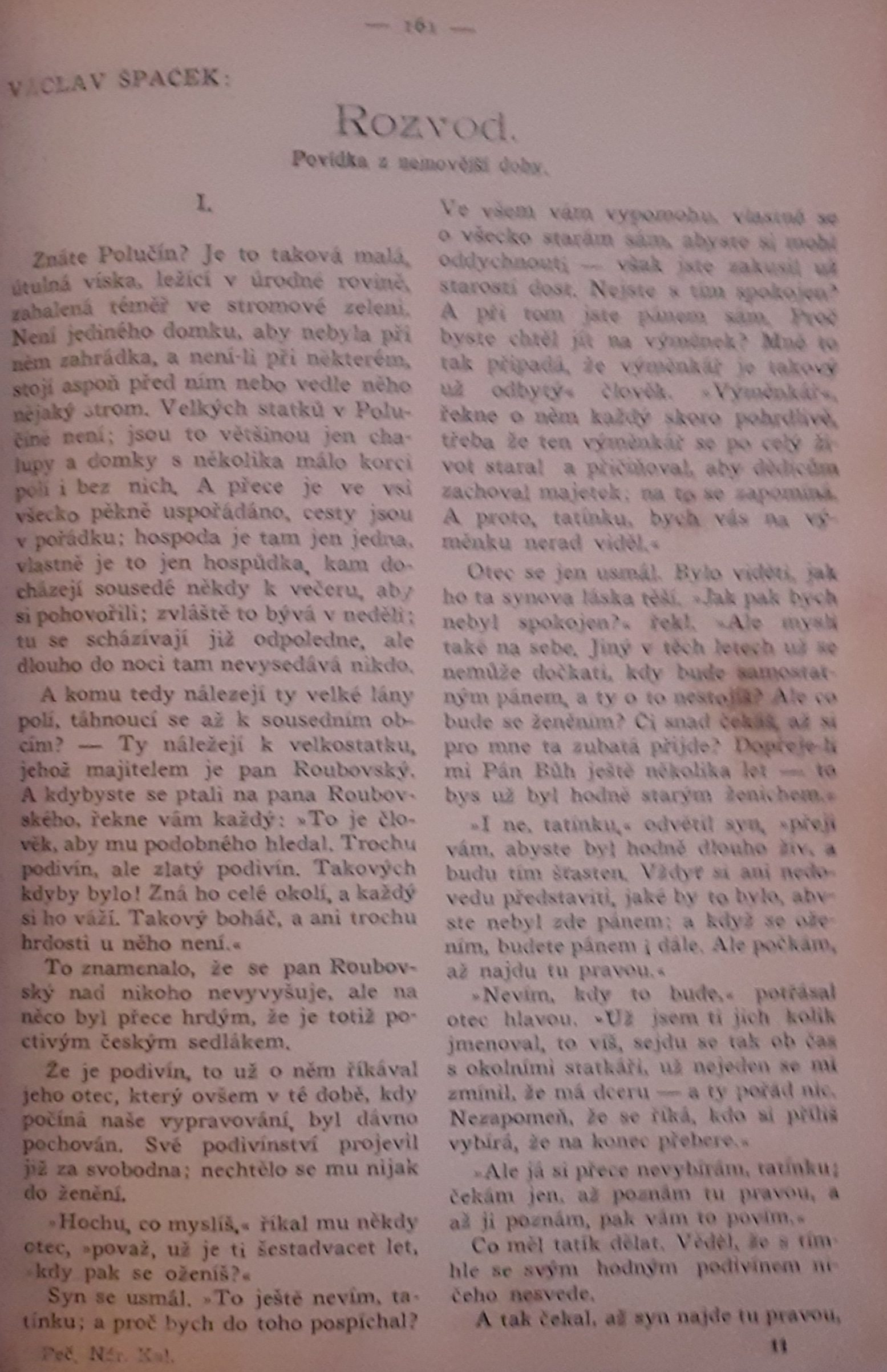
Špačkova povídka Rozvod v Pečírkově kalendáři roku 1931

- Na vítěchovské faře/Dvě vdovy (1939)[9]

Václav Špaček též pravidelně přispíval do Pečírkova národního kalendáře.